# Go Fish (Film)
Go Fish ist eine US-amerikanische Dramedy aus dem Jahr 1994. Sie handelt vom Alltag mehrerer lesbischer Frauen in Chicago, die miteinander oft über Themen wie weibliche Sexualität reden. Eines Tages trifft eine dieser Frauen in einem Café auf eine Gleichaltrige. Obwohl sie sich mit dieser nicht wirklich versteht, versuchen ihre Freundinnen daraufhin, die beiden zusammenzubringen, während sie mit eigenen Beziehungsfragen konfrontiert werden.
Die Idee zu Go Fish hatten die Nachwuchs-Filmemacherin Rose Troche und ihre damalige Lebensgefährtin, die Schauspielerin Guinevere Turner. Weil beide am Anfang ihrer Karrieren standen, mussten sie mit einem begrenzten Budget arbeiten, weswegen beispielsweise in den Hauptrollen bis auf Turner nur Laiendarsteller zu sehen waren. Troche und Turner wollten mit ihrem Projekt die junge lesbische Gemeinschaft der Vereinigten Staaten porträtieren, was nach ihrer Ansicht bis dahin keinem Filmemacher gelungen war.
Go Fish feierte seine US-amerikanische Premiere auf dem Sundance Film Festival 1994, in Deutschland wurde die Produktion im selben Jahr auf der Berlinale uraufgeführt. In der Gegenwart gilt der Film als Klassiker des US-amerikanischen queeren Kinos. Insbesondere in der lesbischen Gemeinschaft im Land war er nach seiner Veröffentlichung beliebt, deren Mitglieder sich mit den in ihrer Sexualität sehr offen dargestellten Hauptfiguren identifizieren konnten.

## Handlung
Die junge lesbische Studentin Max lebt in Chicago und hatte bereits seit zehn Monaten keinen Sex mehr. Ihre Mitbewohnerin, die Frauenforschungs-Dozentin Kia, ist dagegen mit Evy zusammen, wobei sich bei einem Telefonat ein abgekühltes Verhältnis von dieser zu ihrer Mutter andeutet. Eines Tages führen Max und Kia in ihrem Stammcafé ein Gespräch über Geschlechtsverkehr und bewerten anschließend die anderen Gäste nach ihrem Aussehen, wobei Max laut ein spöttisches Lied über eine Frau singt. Es stellt sich heraus, dass es sich bei dieser um Kias ehemalige Studentin Ely handelt. Sie ist Tierarzthelferin und hat seit zwei Jahren eine Fernbeziehung mit Kate, die in Seattle lebt.
Max ist von Ely, die mit ihren langen, geflochtenen Haaren und Vorliebe für Tee sowie Katzen auf sie wie ein Hippie wirkt, zunächst befremdet. Später erfährt Max, dass Kia eine spontane Verabredung zwischen ihr und Ely organisiert hat. Nach einer Begegnung mit Elys Mitbewohnerin Daria gehen Max und Ely ins Kino, nach der Vorstellung führen sie bei Ely mehrere Gespräche unter anderem über queere Filmproduktionen. Nach einem Flirt kommen sich die beiden auf der Couch näher, werden aber von Kate unterbrochen, die eine Nachricht auf dem Anrufbeantworter hinterlässt, worauf Max geht.
Am nächsten Tag beschließt Ely, sich die Haare beim Friseur sehr kurz schneiden zu lassen, um ihr äußeres Erscheinungsbild zu ändern. Daraufhin gleicht sie einer Butch, weswegen Max sie bei einer Begegnung in einer Buchhandlung fast nicht erkennt und von ihrem neuen Aussehen beeindruckt zu sein scheint. Unterdessen hat Daria bei sich zuhause Sex mit einem Mann. Danach diskutieren mehrere der Hauptfiguren mit Daria über deren wahre Sexualität, wobei sie unter anderem über Bisexualität, die Lasten der Butch-Femme-Kategorisierung sowie heteronormative Vorstellungen über Weiblichkeit sprechen. In der folgenden Szene schläft Daria schließlich zur Freude der anderen mit einer Frau.
Derweil trifft Evy in ihrer Wohnung auf ihren Ex-Mann Junior. Dieser hat ihrer Mutter erzählt, Evy in einer Lesbenbar gesehen zu haben. Nachdem Evy von ihrer Mutter zu einem Outing gedrängt und wegen ihrer Homosexualität aus der Wohnung geworfen wird, flüchtet sie zu Max und Kia, wobei sie von ersterer das Angebot erhält, bei ihnen zu wohnen. Am nächsten Abend veranstalten Ely und Daria in ihrer Wohnung eine Dinner-Party. Während des Trinkspiels Never have I ever finden Ely und Max erneut zueinander und küssen sich. In den darauffolgenden Tagen führen sie miteinander mehrere Telefonate und verabreden sich, da Ely erklärt, sich von Kate getrennt zu haben. Am Tag ihrer zweiten Verabredung bietet Ely Max an, ihr auf der Couch die Fingernägel zu schneiden. Als Max ihr daraufhin ebenfalls die Nägel schneidet, entwickelt sich dies zu einem Vorspiel, worauf beide miteinander schlafen. Am nächsten Morgen geht Ely glücklich zu sich nach Hause, während Max Evy und Kia von der letzten Nacht erzählt. Der Film endet schließlich mit mehreren kurzen Aufnahmen, die Max und Ely beim Sex zeigen.

## Produktion
Die Idee zum Film stammt von der Regisseurin Rose Troche und ihrer damaligen Lebenspartnerin, der Schauspielerin Guinevere Turner, die auch zusammen das Drehbuch verfassten. Beide standen am Anfang ihrer jeweiligen Karrieren und hatten daher nur ein sehr begrenztes Budget von zirka 15.000 Dollar zur Verfügung. Deswegen erstellten sie eigenhändig Flyer, in denen sie die Vorsprechen bewarben, und gingen persönlich in Bars und Restaurants, deren Mitarbeiterinnen sie als Statistinnen engagierten. Das Ziel der Handlung sei hierbei die Darstellung von Lesben als gewöhnliche Personen gewesen.
Troche und Turner sei es beim Verfassen des Drehbuchs vor allem um eine akkurate Repräsentation der damaligen jungen Mitglieder der lesbischen Gemeinschaft gegangen, die es in vorherigen Filmen nicht gegeben habe. Die beiden wollten nach eigener Aussage in einer Zeit, in der die AIDS-Pandemie immer noch wütete und viele queere Personen auch deswegen in der Gesellschaft einen schlechten Ruf hatten, den lesbischen Alltag vor die Kamera bringen. Go Fish sei von ihnen als Film von, für und über Frauen beworben worden, in dem die Figuren ihre Sexualität nie verbergen mussten.
Die Dreharbeiten dauerten laut Troche für eine Independent-Produktion mit einer Länge von ein bis eineinhalb Monaten recht lange, wobei das Ensemble, das nur aus Amateur-Schauspielern bestand, auch an Wochenenden sowie mehrere Stunden länger als eigentlich geplant vor der Kamera stehen musste. Dies waren nicht die einzigen Probleme während der Dreharbeiten. Wegen des Ausbleibens von weiteren Geldgebern dauerte die gesamte Produktionsphase drei Jahre, wobei die meisten Crewmitglieder keine Bezahlung erhielten. Darüber hinaus verschuldeten sich Troche und Turner und trennten sich auch voneinander, wodurch sich der Dreh weiter verzögerte. Zudem war der Ton in mehreren Szenen nur schlecht zu hören, das ADR daneben stellenweise fehlerhaft. In der Postproduktionsphase stießen die im Independent-Genre bekannten Regisseure Christine Vachon und Tom Kalin als Executive Producer hinzu, wodurch Troche schließlich die Arbeit am Film beenden konnte.

## Veröffentlichung
Go Fish feierte seine Uraufführung im Januar 1994 auf dem Sundance Film Festival. Weil er dort vom Publikum positiv aufgenommen wurde, fand er als erste Produktion des Festivals in Metro-Goldwyn-Mayer einen Verleiher. Am 10. Juni folgte die US-amerikanische Kinopremiere in New York, ab Juli war die Produktion auch in anderen Städten im Kino zu sehen. Der Film spielte in den Vereinigten Staaten ungefähr 2,4 Millionen Dollar ein, für einen Indie-Film ein sehr hohes Ergebnis.
In Deutschland wurde der Film erstmals im Februar auf der Berlinale gezeigt. 2003 erfolgte die deutsche Fernsehpremiere auf dem MGM Channel, wobei Wiederholungen der Produktion auf demselben Sender bis 2013 sporadisch ausgestrahlt wurden. Der Film war zudem in Deutschland auch als DVD verfügbar, allerdings nur mit Untertiteln. Im Oktober 2015 veröffentlichte der queere Filmverleih Salzgeber den Film sowohl mit deutschen Untertiteln als auch in einer deutschsprachigen Synchronfassung auf DVD.

## Rezeption
In der Internet Movie Database erreichte der Film eine Bewertung von 5,7 von zehn Sternen basierend auf 2.117 abgegebenen Stimmen. Bei Rotten Tomatoes beträgt der Kritiker-Wert 75 Prozent basierend auf 67 Kritiken, die Zuschauer-Wertung 58 Prozent basierend auf 68 Stimmen.

### Kritikerstimmen
Roger Ebert verglich Go Fish mit Undergroundfilmen aus den 1960er Jahren. Troche und Turner gehe es vor allem um das Porträtieren lebensnaher Figuren. Die ruhige, redselige Produktion besäße einen warmen Charme und die sympathische, ungeschickte Spontanität des realen Lebens, die im Gegensatz zur genau geplanten Gewissheit von Filmszenen stünde. Allerdings sei diese Nüchternheit auch die größte Schwäche der eher handlungsarmen Produktion, die dennoch liebevoll und ehrlich wirke. Laut Janet Maslin in der New York Times sei der Film zwar genauso rudimentär wie heterosexuelle Romcoms, habe aber auch einen für das Genre längst überfälligen Witz. Maslin lobte vor allem die Nebenfiguren, so umgehe Ely Stereotype lesbischer Filmfiguren, auch die fröhlich-promiskuitive Daria sei innovativ, Kia ebenfalls solide. Dagegen wirkten die Hauptfiguren etwas monoton und affektiert. Zudem seien einige Szenen gekünstelt, was jedoch nicht von Troches und Turners Humor sowie Talent ablenke.
Emanuel Levy bezeichnete Go Fish in der Variety als vielversprechendes Debüt. Im Gegensatz zu anderen Produktionen mit lesbischer Thematik sei er weder frömmelnd noch todernst, sondern handle vom emotional erfüllenden Alltag mehrerer Frauen. Troche biete dem Publikum lustige, wahrhaftige Einblicke in das Leben von Lesben, natürliches Spiel des Ensembles sowie schwungvolle Erzählkunst. Trotz einiger kitschiger Längen sei der Film höchst unterhaltend und kurzweilig. Melissa Pierson schrieb in der Entertainment Weekly von einer lebhaften, messerscharfen Geschichte, die manchmal umwerfend komisch sei. Die Schauspieler seien zwar extrem hölzern, jedoch sei dies wahrscheinlich beabsichtigt und, ebenso wie die einfallsreiche Regieführung, Zeichen eines sehr trockenen Humors. Letztlich sei die Produktion in ihrer Andersartigkeit äußerst lobenswert.
Der Filmdienst befand, dass Go Fish ein Film voller Humor und Feingefühl sei, dessen Inszenierung und ästhetisches Konzept ebenso überzeugten wie das perfekt ausgeklügelte Drehbuch. Queer.de beschrieb den Film als charmanten Klassiker des lesbischen Kinos. Er sei rundherum positiv und ein wichtiges lesbisches Feelgood-Movie der Gegenwart und Vergangenheit.

### Ruf in der LGBT-Gemeinschaft
Bereits kurz nach der Veröffentlichung galt Go Fish als Klassiker des US-amerikanischen queeren Kinos. Vor allem in der lesbischen Gemeinschaft stieß die Produktion sowohl früher als auch in der Gegenwart auf eine positive Rezeption. Dies lag laut mehreren (queeren) Rezensenten an der Art und Weise, auf die der Alltag moderner lesbischer Frauen dargestellt wurde. In den 1990er Jahren, als Filme mit LGBT-Thematiken eher selten und kaum von queeren Personen selbst produziert wurden, identifizierten sich viele lesbische Frauen sofort mit dem direkten Porträt junger Lesben und den Diskussionen über queer-feministische Themen in Go Fish, dessen Regisseurin und Drehbuchautorin selbst Lesben waren. Nach Ansicht anderer Kritiker trug neben der Umgehung für damalige Lesbenfilme typischer Tropen, beispielsweise Coming-outs oder sterbende Charaktere, auch die Nichtbehandlung politischer Themen wie die Bekämpfung LGBT-feindlicher Diskriminierung zur Popularität des Films bei. Vielmehr habe Go Fish eine queerfreundliche Umgebung innerhalb Chicagos abgebildet, in der die Figuren sie selbst sein können.
Allerdings gibt es auch queere Rezensenten, die dem Film kritisch gegenüber stehen. Obgleich er in der Tat die erste Produktion von Lesben für Lesben war, sei er nicht besonders gut. Dies liege beispielsweise an der Beziehung der beiden Hauptfiguren, die aufgrund fehlender Chemie unglaubwürdig wirke. Auch machten viele Szenen einen bizarren Eindruck, beispielsweise die Diskussionen über Sexualität oder die erste Liebesszene der Protagonistinnen. Zudem seien unter anderem die schauspielerischen Leistungen sowie die Tonqualität schlecht, die Handlung unterentwickelt. Jedoch sei Go Fish auch nach Ansicht einiger dieser Kritiker durchaus wertvoll. Er wäre der erste Film gewesen, der Lesben realistisch darstellte. Zudem habe er Fragen zur weiblichen Sexualität aufgeworfen, die auch heute noch aktuell seien, und des Weiteren andere lesbische Klassiker inspiriert, beispielsweise Bound – Gefesselt und Weil ich ein Mädchen bin, deren Erfolg zu späteren lesbischen Hollywood-Mainstream-Filmen wie The Favourite – Intrigen und Irrsinn führten.

## Auszeichnungen und Nominierungen (Auswahl)
Festival des amerikanischen Films 1994
- Auszeichnung: Publikumspreis (zusammen mit Clerks – Die Ladenhüter)[27]

- Nominierung: Kritikerpreis[28]

Gotham Award 1994
- Auszeichnung: Open Palm Award, für Rose Troche[29]

Internationale Filmfestspiele Berlin 1994
- Auszeichnung: Teddy Award für den Besten Spielfilm[30]

Sundance Film Festival 1994
- Nominierung für den Großen Preis der Jury in der Sektion Drama[28]

GLAAD Media Award 1995
- Auszeichnung: Bester Film[31]

Independent Spirit Awards 1995
- Nominierung in der Kategorie Beste Nebendarstellerin, für V.S. Brodie[32]

Political Film Society Award 1995
- Nominierung in der Kategorie Menschenrechte[28]

Lambda Literary Award 1996
- Auszeichnung in der Kategorie Drama, für Guinevere Turner und Rose Troche (zusammen mit Slavs (Thinking About the Longstanding Problems of Virtue and Happiness) von Tony Kushner)[33]